# Grand Prix Criquielion
Cet article concerne la course qui a son arrivée à Deux-Acren. Pour l'ancienne course qui avait son arrivée à Beyne-Heusay, voir Grand Prix Criquielion (Beyne-Heusay).
Le Grand Prix Criquielion est une course cycliste belge créée en 1991 en l'honneur de l'ancien cycliste professionnel Claude Criquielion. Elle fait partie de l'UCI Europe Tour en catégorie 1.2. depuis 2012 et constitue une des manches de la Topcompétition. Elle a été nommée Grand Prix du Président en 2000 et 2001. Cette épreuve est organisée par l'Entente Cycliste Acrenoise dont Claude Criquielion fut président pendant près de 20 ans et jusqu'à son décès en 2015. C'est Laurent Haegeman, par ailleurs secrétaire général du Grand Prix Cerami qui en a repris la présidence, confiant la direction sportive de l'épreuve à Mathieu Criquielion, fils de Claude et ancien coureur professionnel.
Les éditions 2020 et 2021 sont annulées en raison de la pandémie de coronavirus,.
Pour 2022, les organisateurs avaient fait la demande d'évoluer en catégorie UCI 1.1 mais, pour des raisons d'incompatibilité de la date choisie avec le calendrier UCI Europe Tour, la course est restée en catégorie 1.2. Néanmoins, l'arrivée a déménagé vers Lessines afin de tester un nouveau site plus adapté à un tel événement.
En 2023, la course obtient son statut UCI 1.1 et est, pour la première fois, retransmise en direct TV. Il est à noter que pour 2023 et 2024, le départ est donné depuis la Grand'Place d'Ath.
2024 sera l'année du 50ème anniversaire de l'Entente Cycliste Acrenoise, club détenant la licence d'organisation de l'épreuve. À ce titre, le club deviendra la Royale Entente Cycliste Acrenoise.

## Palmarès

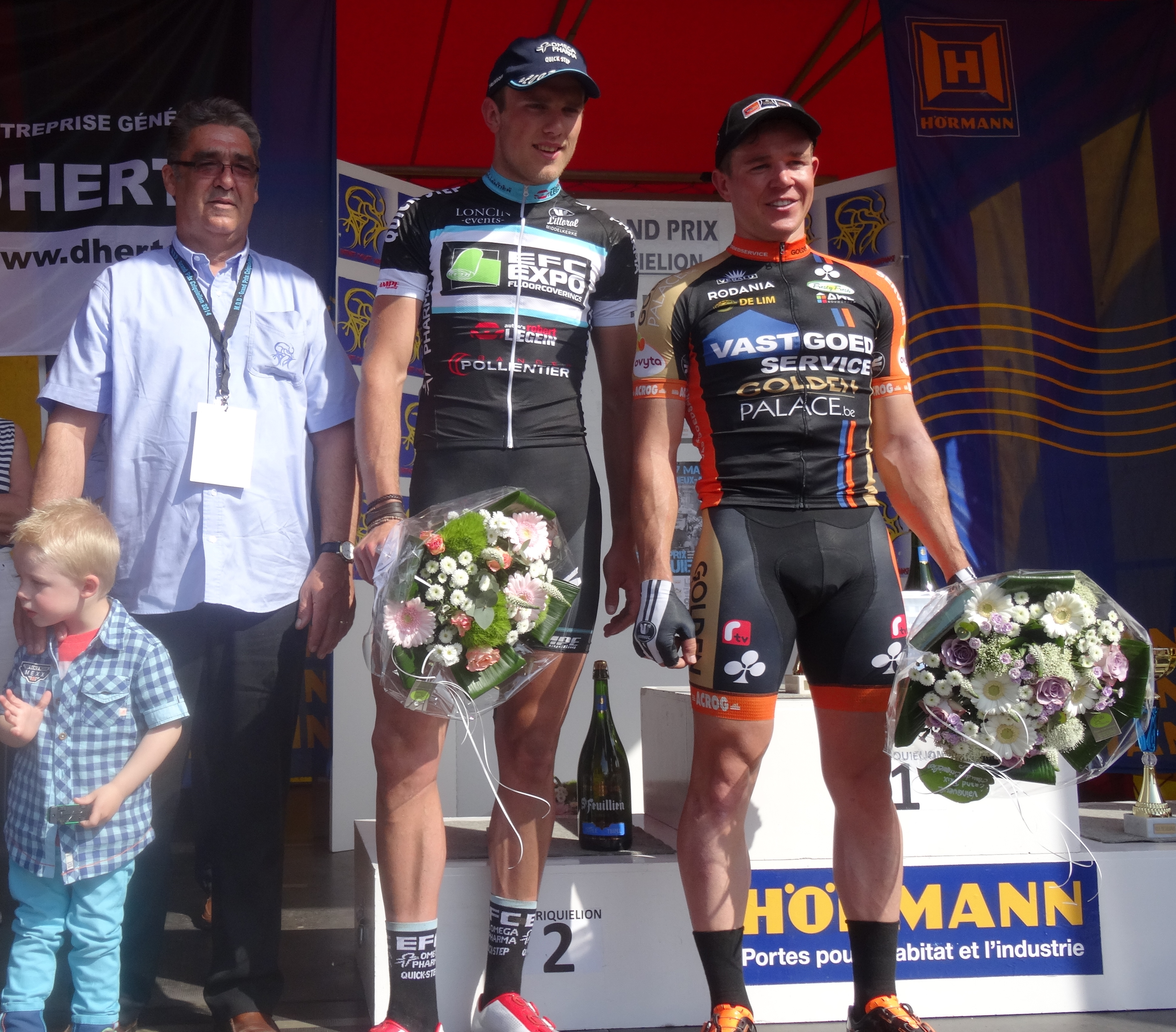
Claude Criquielion aux côtés de Bert Van Lerberghe (2e) et Kevin Peeters (1er) lors de l'édition 2014.

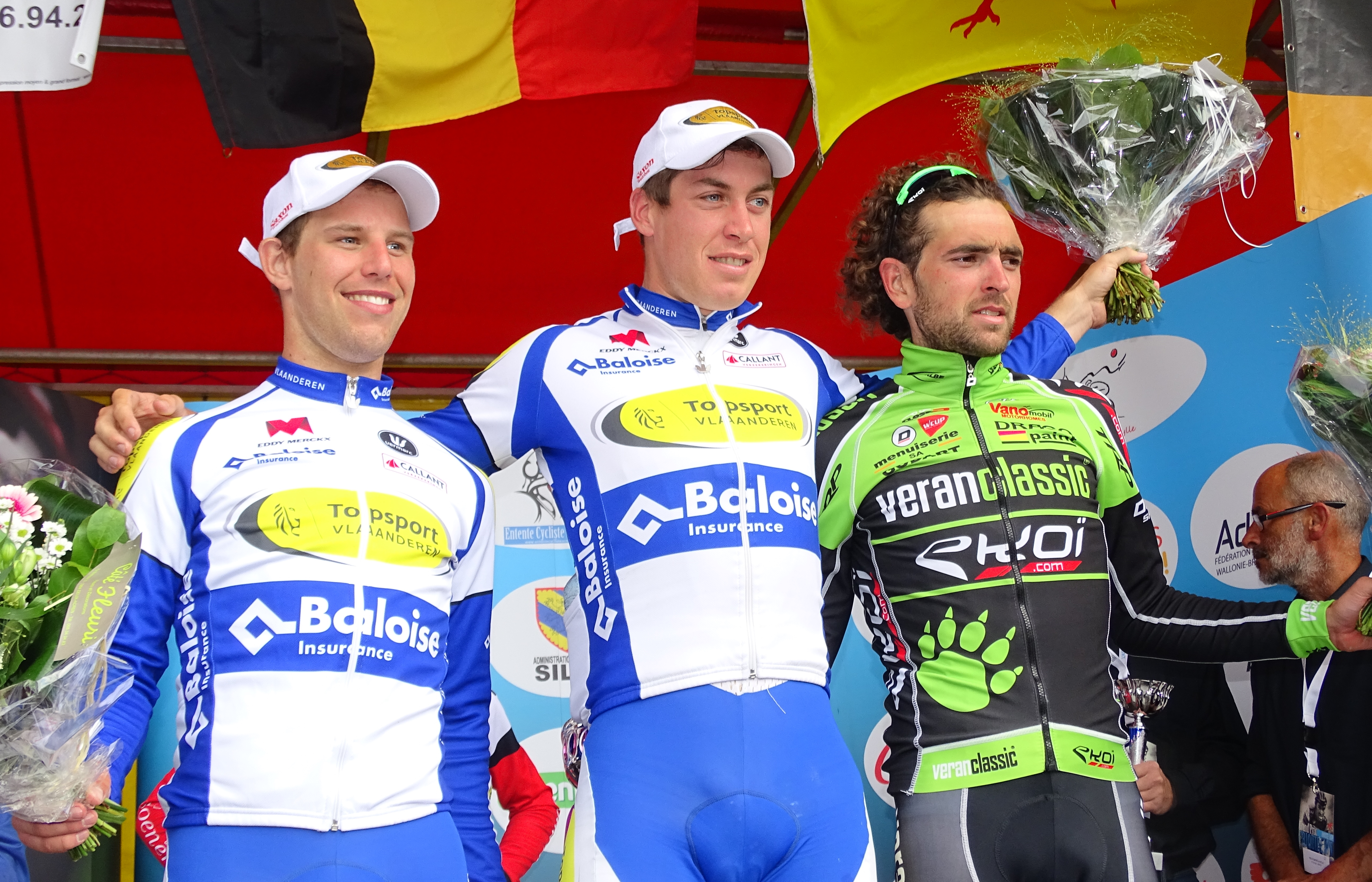
Podium de l'édition 2015 : Jef Van Meirhaeghe (2e), Jelle Wallays (1er) et Thomas Vaubourzeix (3e).

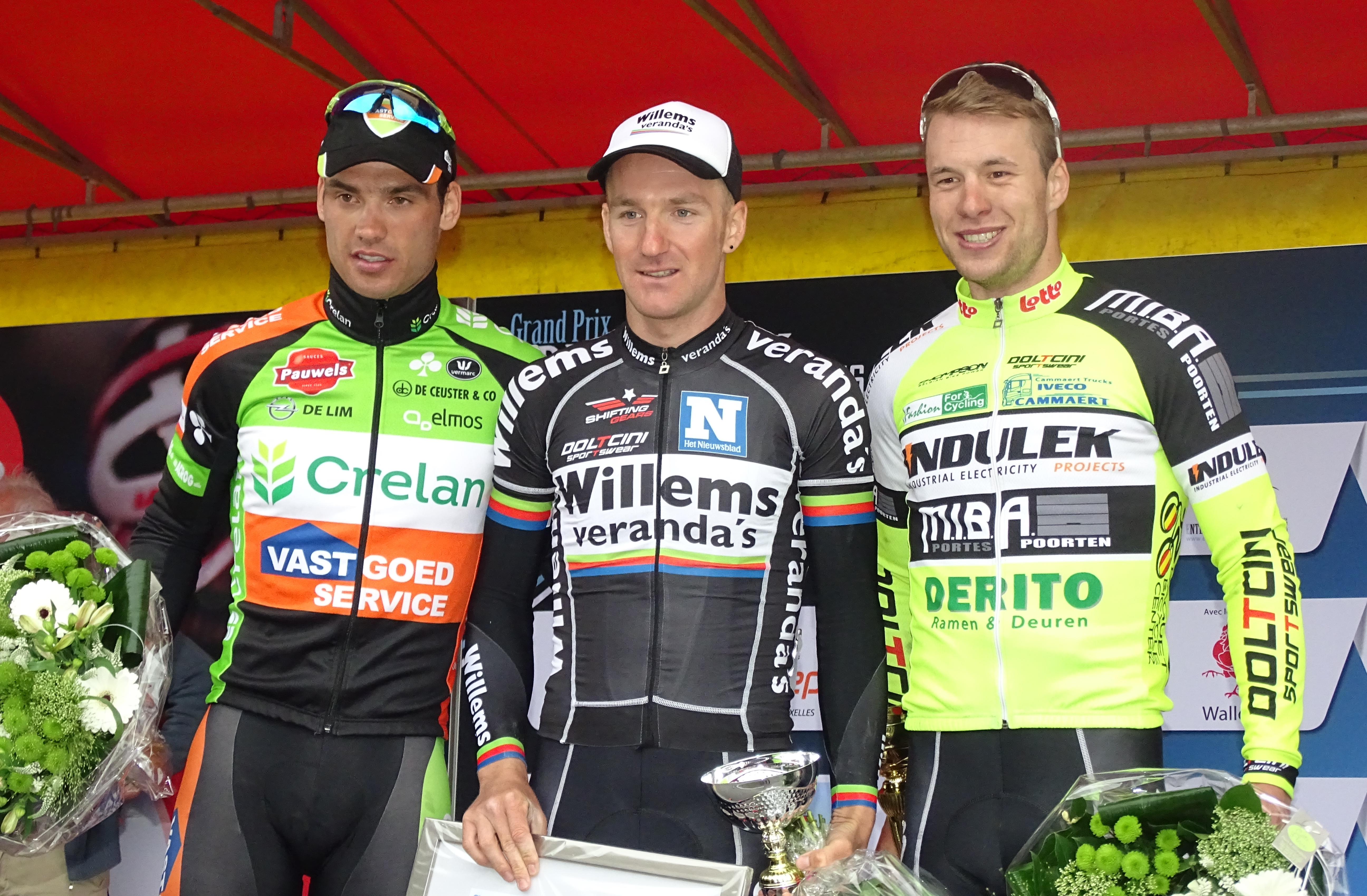
Podium de l'édition 2016 : Timothy Stevens (2e), Timothy Dupont (1er) et Rob Leemans (3e).

La course se nomme Grand Prix Criquielion depuis sa création, mais elle a été nommée Grand Prix du Président en 2000 et 2001.
| Année                   | Vainqueur,         | Deuxième             | Troisième            |
| ----------------------- | ------------------ | -------------------- | -------------------- |
| Grand Prix Criquielion  |                    |                      |                      |
| 1991                    | Claude Criquielion | Marc Sergeant        | Rudy Dhaenens        |
| 1992-1994               | Pas de course      | Pas de course        | Pas de course        |
| 1995                    | Gino Primo         | Malcolm Lange        | Gianni Riviera       |
| 1996                    | Johan Remels       | Pascal Defourni      | Pawel Kowalski       |
| 1997                    | Steven Van Acken   | Yannick Lucchini     | Geert Verdeyen       |
| 1998                    | Sven Nijs          | Geert Verdeyen       | Jan Clas             |
| 1999                    | Gianni David       | Danny Van der Massen | Guido Ringoet        |
| Grand Prix du Président |                    |                      |                      |
| 2000                    | Johan Verhaegen    | Guillaume Laloux     | Yvan Moreau          |
| 2001                    | Cameron Hughes     | David McPartland     | Carlo Meneghetti     |
| Grand Prix Criquielion  |                    |                      |                      |
| 2002                    | Renaud Boxus       | Johan Verhaegen      | Ken Hashikawa        |
| 2003                    | Kurt Hovelijnck    | Stéphane Pétilleau   | Assan Bazayev        |
| 2004                    | Hamish Haynes      | David O'Loughlin     | Raphaël Bastin       |
| 2005                    | Kevin Degezelle    | Heath Blackgrove     | Yuriy Yuda           |
| 2006                    | Jonathan Henrion   | Jérôme Baugnies      | Rob Hurd             |
| 2007                    | Michael Blanchy    | Bobbie Traksel       | Zdeněk Štybar        |
| 2008                    | Fabio Polazzi      | Dave Bruylandts      | Thomas Degand        |
| 2009                    | Nico Kuypers       | Thomas Degand        | Gunter Sterck        |
| 2010                    | Jelle Wallays      | Jarl Salomein        | Julien Vermote       |
| 2011                    | Tim De Troyer      | Laurent Donnay       | Maarten Vlasselaer   |
| 2012                    | Tom David          | Jonathan Breyne      | Niels Wytinck        |
| 2013                    | Boris Vallée       | Gijs Van Hoecke      | Eugenio Alafaci      |
| 2014                    | Kevin Peeters      | Bert Van Lerberghe   | Kevin Deltombe       |
| 2015                    | Jelle Wallays      | Jef Van Meirhaeghe   | Thomas Vaubourzeix   |
| 2016                    | Timothy Dupont     | Timothy Stevens      | Rob Leemans          |
| 2017                    | Bram Welten        | Arjen Livyns         | Jelle Donders        |
| 2018                    | Lionel Taminiaux   | Alfdan De Decker     | Alexander Maes       |
| 2019                    | Arne Marit         | Milan Menten         | Žiga Jerman          |
| 2020-2021               | non-organisé       | non-organisé         | non-organisé         |
| 2022                    | Pier-André Côté    | Gil Gelders          | Thimo Willems        |
| 2023                    | Sam Welsford       | Milan Menten         | Kristoffer Halvorsen |
| 2024                    | Alec Segaert       | Pavel Bittner        | Jenthe Biermans      |
| 2025                    | Matteo Moschetti   | Hugo Hofstetter      | Giacomo Nizzolo      |